# Comuna Riv, Jmerînka
Riv (în ucraineană Рів) este o comună în raionul Jmerînka, regiunea Vinnița, Ucraina, formată din satele Mejîriv și Riv (reședința).

## Demografie
Componența lingvistică a satului Riv
     Ucraineană (97,37%)
     Rusă (2,44%)
     Alte limbi (0,09%)
Conform recensământului din 2001, majoritatea populației satului Riv era vorbitoare de ucraineană (97,37%), existând în minoritate și vorbitori de rusă (2,44%).